# 23.ª División de Granaderos Voluntarios SS Nederland
La 23ª SS Freiwilligen Panzergrenadier Division Nederland. fue una división de las Waffen SS al servicio del Tercer Reich, constituida por voluntarios de nacionalidad holandesa, y destinada al combate en el frente oriental de la Segunda Guerra Mundial.
En febrero de 1945, esta división se denominó 4ª SS Freiwilligen Panzergrenadier Brigade Nederland debido a haber sufrido serias bajas que la reducían al nivel de una brigada, además fue incorporada a la División Nordland, pero tras las protestas del movimiento nazi holandés se le permitió continuar como división autónoma, aunque con una fuerza que tan solo equivalía a una brigada. 

## Origen
Tras la invasión de Holanda por Alemania en mayo de 1940, el movimiento nazi holandés empezó a formar grupos paramilitares para apoyar a las autoridades alemanas de ocupación. A fines de 1940 estos grupos fueron integrados por las autoridades nazis en la SS Volunteer Standarte Nordwest, entrenada por oficiales de la SS en Hamburgo. 
Los fascistas holandeses eran considerados como candidatos aptos para unirse a las Waffen SS en tanto el líder nazi Heinrich Himmler, director máximo de las SS, apreciaba a los nazis holandeses como pertenecientes a un pueblo "germánico y ario" semejante a los alemanes étnicos, que por lo tanto "resultaría de confianza" para participar en el esfuerzo militar del Tercer Reich. Tras la invasión alemana de la URSS, las autoridades nazis decidieron integrar a los voluntarios de la Nordest en un cuerpo militar especial para voluntarios nazis holandeses, patrocinado por el NSB. Así en julio de 1941 surgió la SS Freiwillige Legion Niederlande dirigida nominalmente por el general Hendrik A. Seyffardt, antiguo jefe de estado mayor del ejército holandés.
Aunque Himmler trató de mostrar que la SS Legion Niederlande era un cuerpo de inspiración puramente holandesa (e incluso se les permitió usar la Prinsenvlag como brazalete en sus uniformes), pronto se aseguró que la SS tomase el pleno control de esta unidad. El líder de los nazis holandeses, Anton Mussert, intentó que la Legión Niederlande se tornase un punto de partida para unas nuevas fuerzas armadas de Holanda, bajo control del NSB, pero sus intentos pronto fueron anulados por Himmler, que colocó a la Legión bajo firme control de las Waffen SS asignándole como destino el frente oriental, recientemente abierto. El propio general Seyffardt, aunque sincero anticomunista, debió obedecer los planes que los jefes militares tenían para la Legión.

## Historial

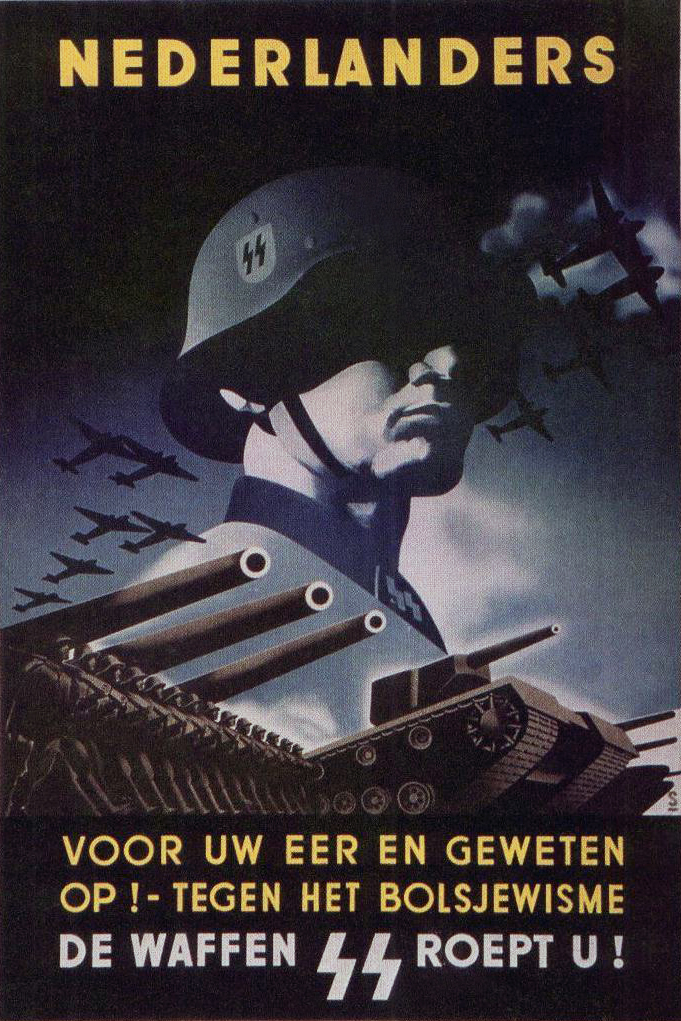
Imagen propagandística de época de la excelente SS en Holanda.

En noviembre de 1941 la SS Legion Niederlande fue desplegada en el frente oriental contra la Unión Soviética, tras un periodo de entrenamiento en Prusia Oriental. Su destino fue apoyar a la Wehrmacht dentro del Grupo de Ejércitos Norte participando en el Sitio de Leningrado. Esta unidad fue destinada así en enero de 1942 al área del río Vóljov y del lago Ladoga, combatiendo allí las contraofensivas dirigidas por el Ejército Rojo para mantener abierta la línea de suministros para las fuerzas soviéticas cercadas en Leningrado; en esos feroces enfrentamientos se concedieron algunas Cruces de Caballero a combatientes holandeses por conducta distinguida en la lucha.
La SS Legion Nederlande mantuvo una alta moral de combate a lo largo de 1942, pero había sufrido fuertes bajas durante las contraofensivas soviéticas del verano de ese año. Su jefe, el general Hendrik Seyffardt, murió asesinado por la resistencia holandesa en Ámsterdam durante un viaje para reclutar nuevos voluntarios; en el mes de abril, tras sufrir nuevas bajas durante una contraofensiva soviética, la fuerza holandesa fue retornada a Alemania para convertirse en la 4° SS Freiwillige Panzergrenadier Brigade Nederland, comprendida por dos regimientos y con 1.500 hombres de refuerzo.
En septiembre de 1943 la SS Brigade Nederland fue remitida a Croacia para luchar contra los partisanos yugoslavos, quedando bajo el mando del general Felix Steiner del III SS Panzerkorps allí estacionado. Tras unos meses de campaña, la SS Brigade Nederland fue retornada al Frente Oriental junto con todo el III SS Panzerkorps, volviendo a su antigua área del río Vóljov, en momentos en que se producía una contraofensiva del Ejército Rojo para levantar el Sitio de Leningrado.
El III SS Panzerkorps se encargó de defender las líneas alemanas contra un masivo ataque del soviético Frente de Leningrado desde el 14 de enero de 1944. Allí las tropas de la SS Brigade Nederland lucharon distinguidamente para detener las contraofensivas soviéticas hasta marzo de 1944 pero no pudieron evitar que se instalase una cabeza de puente del Ejército Rojo en el río Narva, que amenazaba su posición.
El inicio de la Operación Bagration en junio detuvo momentáneamente los asaltos del Frente de Leningrado pero en julio las ofensivas soviéticas se reiniciaron con mayor fuerza, comprometiendo toda la situación del Grupo de Ejércitos Norte. En la localidad estonia de Narva el III SS Panzerkorps luchó una notable batalla defensiva, destacando nuevamente la SS Brigade Nederland, la cual pese a esto sufrió serias bajas; no obstante se hizo evidente que era necesario emprender la retirada ante la gravedad del avance soviético en la Operación Bagration. En concordancia con ello, el Primer Frente Báltico del Ejército Rojo lanzaba una violentísima ofensiva que amenazaba las posiciones de la Wehrmacht en la costa báltica.
La SS Brigade Nederland fue retirada hacia Curlandia en medio de los combates, perdiendo casi la mitad de sus hombres entre agosto y septiembre de 1944, penetrando en territorio de Letonia y protegiendo el estratégico puerto de Libau. Para esa fecha el Primer Frente Báltico había logra aislar al Grupo de Ejércitos Centro del resto de las tropas de la Wehrmacht en el frente oriental y creó así la Bolsa de Curlandia donde quedó atrapada la SS Brigade Nederland.

## Últimos combates
En enero de 1945 el OKH alemán ordenó evacuar de la Bolsa de Curlandia a la SS Brigade Nederland y esta unidad fue trasladada el 26 de enero a Stettin, a donde llegó por mar el 4 de febrero; de inmediato se encargó a la SS Brigade Nederland para formar allí una línea de defensa contra el avance soviético en Pomerania. El 10 de febrero la unidad holandesa recibió su última denominación: 23 SS Freiwilligen Panzergranadier Division Nederland pero los mandos de las Waffen-SS pronto proyectaron fusionarla con la División Nordland aunque los jefes del NSB en Holanda se opusieron a este plan. En consecuencia la División Nederland siguió existiendo como fuerza autónoma aunque apenas reunía poco más de 1000 combatientes.
La División Nederland quedó agregada al 11° Ejército Panzer del general Felix Steiner, y luchó contra la ofensiva soviética sobre Berlín. La violencia del avance soviético había desorganizado el 11° Ejército Panzer hacia el 25 de abril y entonces las tropas de la División Nederland, desorganizadas, trataron de huir hacia el oeste de la mejor forma posible. Un grupo logró avanzar hasta hacer contacto con fuerzas estadounidenses en mayo de 1945 y otro grupo quedó atrapado entre las fuerzas alemanas que lucharon en la Batalla de Halbe, sobreviviendo muy pocos soldados holandeses a esta batalla. 
Tras el fin de la guerra, estadounidenses y soviéticos enviaron a Holanda a los pocos sobrevivientes de esta unidad. Para esas fechas, la ocupación nazi de los Países Bajos había terminado y los líderes del NSB estaban encarcelados como traidores; en cuanto a los restos de la División Nederland casi todos sus oficiales afrontaron condenas a muerte por traición y colaboracionismo con los nazis, mientras los de menor rango fueron sentenciados a largas penas de prisión.

## Comandantes
- SS-Sturmbannführer Herbert Garthe (? noviembre de 1941 - ? febrero de 1942)
- SS-Oberführer Otto Reich (? febrero de 1942 - 1 de abril de 1942)
- SS-Obersturmbannführer Arved Theuermann (1 de abril de 1942 - ?)
- SS-Standartenführer Josef Fitzthum (? - ?)
- SS-Brigadeführer Jürgen Wagner (20 de abril de 1944 - 1 de mayo de 1945)